# Stig H. Hästö
Stig Herman Hästö, född 13 september 1918 i Björneborg, död 14 september 1997 i Esbo, var en finländsk industriman.  
Hästö,som var son till direktör Mats Herman Hästö och Ellen Johanna Grönroos, avlade högre rättsexamen 1946 samt blev juris kandidat 1948 och vicehäradshövding samma år. Han var advokatbiträde 1946–1947, notarie 1947, anställd vid Finska metallindustrins arbetsgivareförbund 1948–1957 och kom därefter till Oy Finlayson Ab, där han var verkställande direktör 1962–1979. Under denna tid expanderade bolaget till en början kraftigt bland annat genom fusioner, men på 1970-talet råkade bomullsindustrin in i en kris, som han dock lyckades rida ut. Han var ordförande i Arbetsgivarnas i Finland centralförbund 1977–1979 och verkställande direktör i Industrins centralförbund 1979–1983. 
Hästö utgav memoarerna Från Pehrsgatan 6 till Champs Elysées (1987). Boken Farväl Wiborg. Minnen och verklighet då Wiborgs öde beseglades (1989) handlar om den 20 juni 1944, då hans gamla hemstad föll i ryssarnas händer, med insprängda personliga minnen från de föregående decennierna. Han tilldelades bergsråds titel 1970.